# Rhytidodus tenebricans
Rhytidodus tenebricans är en insektsart som beskrevs av Dubovsky 1966. Rhytidodus tenebricans ingår i släktet Rhytidodus och familjen dvärgstritar. Inga underarter finns listade i Catalogue of Life.